# Piastas de Silesia

Escudo de armas de los Piastas de Silesia.

Los Piastas de Silesia fueron la rama más antigua de la dinastía Piasta, fundada en 1138 por Vladislao II el Desterrado (Władysław II Wygnaniec), hijo mayor de Boleslao III el Bocatorcida. Tras recibir el ducado de Silesia y la Provincia Señorial en Cracovia, Vladislao estableció una línea que gobernaría múltiples territorios silesianos hasta el siglo XVII. Con el tiempo, la región se fragmentó en diversos ducados, lo que llevó a los Piastas de Silesia a alinearse con la Corona de Bohemia en el siglo XIV. La línea se extinguió en 1675, pero su legado perdura en la historia cultural y arquitectónica de Silesia.

## Orígenes y Fundación

### Contexto de la Dinastía Piasta en Polonia
La dinastía Piasta fue la primera casa real polaca, fundada alrededor del siglo X y responsable de la unificación y consolidación del Reino de Polonia. Bajo los Piastas, Polonia experimentó un crecimiento territorial significativo, estableciendo su influencia sobre áreas vecinas como la Gran Polonia, la Pequeña Polonia y Silesia. La dinastía alcanzó un alto nivel de poder y estabilidad bajo el gobierno de duques como Mieszko I y Boleslao I el Bravo (Bolesław I Chrobry), quienes sentaron las bases para un reino unificado. Sin embargo, las constantes disputas de sucesión y la fragmentación interna debilitaron esta unidad. La muerte de Boleslao III el Bocatorcida en 1138 marcó el inicio de una nueva fase de división territorial, afectando profundamente a la dinastía y al futuro de Polonia.

### Testamento de Boleslao III el Bocatorcida y la Concesión de Silesia a Vladislao II el Desterrado
Boleslao III, conocido por su habilidad en la guerra y su capacidad para mantener la integridad de Polonia, decidió dividir sus territorios entre sus hijos para evitar conflictos de sucesión y asegurar la estabilidad del reino. En su testamento, promulgó la "Ley de la Senioría", que establecía que el hijo mayor tendría control sobre la Provincia Senioral (Dzielnica Senioralna), un territorio estratégico que incluía Cracovia y aseguraba la autoridad sobre sus hermanos menores. Además, Silesia fue asignada como feudo hereditario a Vladislao II el Desterrado (Władysław II Wygnaniec), el hijo mayor de Boleslao III, consolidándolo como el primer gobernante Piasta de Silesia.

### Primeros Años y Conflictos con la Nobleza y sus Hermanos
A pesar de los intentos de su padre por evitar las disputas internas, Vladislao II enfrentó dificultades en su liderazgo. Su autoridad fue cuestionada por la nobleza polaca y por sus hermanos menores: Boleslao IV el Riccio, Miecislao III el Viejo y Enrique de Sandomierz, quienes veían con recelo su control sobre la Provincia Senioral. Vladislao intentó afianzar su poder, pero sus políticas autoritarias y los intentos de centralización generaron fricciones con sus hermanos y con la nobleza.
La situación empeoró en 1146, cuando sus hermanos, con el apoyo de las fuerzas nobles, se rebelaron y finalmente expulsaron a Vladislao, obligándolo a exiliarse en la corte de su cuñado, el rey alemán Conrado III. Aunque Conrado intentó restaurar a Vladislao en el poder, no tuvo éxito, y el gobierno de Silesia y la Provincia Senioral pasó a Boleslao IV el Riccio, quien mantuvo la estabilidad en la región. Vladislao murió en el exilio en 1159 sin haber regresado a Polonia, pero sus hijos eventualmente regresarían para retomar el control sobre Silesia, consolidando la fundación de la línea silesiana de la dinastía Piasta.

## Fragmentación de los Ducados de Silesia

### Proceso de División Territorial en Silesia entre los Hijos y Descendientes de Vladislao II
Tras la muerte de Vladislao II el Desterrado, sus hijos -Boleslao el Alto, Miecislao el Piernas Torcidas y Conrado Spindleshanks- lograron recuperar el ducado de Silesia en 1163 con la intervención del emperador Federico Barbarroja. Aunque inicialmente gobernaron juntos, las tensiones internas y el deseo de consolidar poder llevaron a la división del territorio en 1172. Esta fragmentación inicial marcó el inicio de una serie de divisiones posteriores, en las que los descendientes de Vladislao II continuaron subdividiendo Silesia en ducados cada vez más pequeños para satisfacer los derechos sucesorios de cada rama familiar. 
Cada generación fue fragmentando aún más el territorio, un proceso que se aceleró en los siglos XIII y XIV debido a los derechos hereditarios, los conflictos familiares y las divisiones dinásticas. Esto transformó a Silesia en un mosaico de ducados independientes, cada uno con su propio duque, lo que debilitó su cohesión política y facilitó la intervención de potencias extranjeras, especialmente la Corona de Bohemia.

### Descripción de los Principales Ducados y sus Gobernantes
- Ducado de Breslavia (Wrocław): Boleslao el Alto recibió Breslavia como su principal centro de poder y consolidó esta región como uno de los ducados más influyentes de Silesia. Más tarde, su hijo, Enrique I el Barbudo, fortaleció el ducado y fue uno de los gobernantes más poderosos de la región. Breslavia permaneció como el centro político y económico de Silesia, atrayendo a muchos colonos y desarrollándose como un importante núcleo urbano.
- Ducado de Głogów: fundado por Conrado I de Głogów, hijo de Enrique II el Piadoso, este ducado surgió de una de las divisiones internas y se convirtió en un centro autónomo en el siglo XIII. Głogów fue notable por sus políticas de expansión y sus esfuerzos por mantener cierta independencia, aunque con el tiempo también cayó bajo la influencia de la Corona de Bohemia.
- Ducado de Legnica: Boleslao II el Calvo, nieto de Boleslao el Alto, estableció el Ducado de Legnica en 1248. Este ducado fue relevante en la historia silesiana por la prolongada línea de gobernantes Piastas que residieron allí. Los duques de Legnica jugaron un papel significativo en los conflictos dinásticos y fueron de los últimos en mantener la línea masculina de los Piastas hasta el siglo XVII.
- Ducado de Opole: fundado por Miecislao el Piernas Torcidas, hermano menor de Boleslao el Alto, el Ducado de Opole fue uno de los principales centros de Silesia Alta. Opole mantuvo una relativa estabilidad y desarrolló fuertes lazos comerciales y culturales con los territorios vecinos. Durante los siglos XIII y XIV, los duques de Opole lograron expandir su territorio, incluyendo áreas como Bytom y Oświęcim.
- Ducado de Racibórz: también establecido por Miecislao el Piernas Torcidas, Racibórz se convirtió en un ducado autónomo en el suroeste de Silesia. Este ducado jugó un papel importante en las relaciones con Bohemia, ya que su ubicación lo situaba en una posición estratégica. Con el tiempo, Racibórz fue uno de los primeros en alinearse con la Corona de Bohemia y contribuir a la germanización de Silesia.
- Otros ducados menores: con el tiempo, otros ducados como Brzeg, Ziębice, Świdnica y Żagań surgieron a partir de nuevas divisiones, cada uno con sus propios gobernantes y enfoques de desarrollo. Algunos de estos ducados, como Świdnica bajo el liderazgo de Bolko II el Pequeño, lograron mantener una relativa independencia durante un tiempo considerable, aunque otros rápidamente quedaron bajo la influencia bohemia.

### Consecuencias de la Fragmentación
La fragmentación de Silesia en múltiples ducados autónomos llevó a una pérdida de cohesión política y a una constante rivalidad entre las casas ducales. Esto debilitó el poder de los Piastas silesianos como una fuerza unificada y facilitó la intervención de potencias extranjeras, especialmente de la Corona de Bohemia, que logró establecer relaciones de vasallaje con muchos de estos ducados. A su vez, la influencia bohemia contribuyó a la germanización de la región, un proceso que transformaría significativamente la identidad cultural y política de Silesia.

## Relación con la Corona de Bohemia

### Influencia y Dependencia Creciente de Bohemia en elsigloXIV
A medida que los ducados de Silesia se fragmentaban y se debilitaban políticamente, su independencia se fue erosionando, lo que favoreció la intervención de la Corona de Bohemia. Desde finales del siglo XIII, los Piastas silesianos empezaron a buscar apoyo en el rey de Bohemia, una poderosa monarquía regional dentro del Sacro Imperio Romano Germánico. La inestabilidad interna de Polonia, causada por sus divisiones feudales y las luchas dinásticas, dejó a Silesia en una situación vulnerable, y muchos de sus duques silesianos vieron en la protección bohemia una oportunidad para preservar sus territorios y asegurar sus títulos.
Este acercamiento culminó en el siglo XIV cuando la mayoría de los ducados silesianos reconocieron formalmente al rey de Bohemia como su soberano. Juan de Luxemburgo, rey de Bohemia, utilizó su influencia para consolidar el dominio bohemio sobre Silesia, ofreciendo protección a los duques silesianos y estableciendo relaciones de vasallaje. Este proceso no solo aseguraba la influencia bohemia en Silesia, sino que también sentaba las bases para la futura germanización de la región, promovida por la administración y la cultura bohemias.

### Tratado de Trenčín (1335) y la Incorporación de los Ducados de Silesia como Vasallos de la Corona de Bohemia
El Tratado de Trenčín, firmado en 1335 entre el rey de Bohemia Juan de Luxemburgo y el rey de Polonia Casimiro III el Grande, fue un momento decisivo en la historia de Silesia. En este acuerdo, Casimiro III renunció formalmente a sus derechos sobre Silesia en favor de la Corona de Bohemia, poniendo fin a las disputas polaco-bohemias sobre la región. A cambio, Juan de Luxemburgo cedió sus reclamos al trono polaco, consolidando así sus derechos sobre Silesia.
Este tratado significó que, aunque los duques silesianos mantuvieron cierta autonomía en sus territorios, oficialmente quedaron bajo la soberanía de Bohemia. El acto fue ratificado en 1339 en la ciudad de Visegrado, sellando el dominio bohemio sobre Silesia. Esto formalizó la relación feudal entre los ducados de Silesia y Bohemia, convirtiendo a los duques de Silesia en vasallos del rey bohemio, aunque continuaron gozando de derechos de autogobierno en sus territorios.

### Consecuencias de la Relación con Bohemia
La integración de Silesia en la órbita bohemia tuvo efectos profundos y duraderos. El idioma, la cultura y la administración bohemias se fueron imponiendo, y la germanización de la región avanzó rápidamente. La influencia bohemia también trajo consigo una mayor estabilidad política y económica a Silesia, aunque al costo de su independencia del reino polaco. Con el tiempo, Silesia se integraría completamente en el Sacro Imperio Romano Germánico, y su identidad se diferenciaría cada vez más de la polaca, consolidándose como parte de la esfera de influencia de Europa Central.

## Decadencia y Extinción de la Dinastía

### Factores que Llevaron al Declive de los Piastas de Silesia
El declive de los Piastas de Silesia fue un proceso gradual que se vio impulsado por varios factores políticos, económicos y sociales. A medida que los ducados silesianos se fragmentaban y se volvían cada vez más pequeños, sus recursos y su capacidad para sostener una gobernanza efectiva se debilitaban. La tradición de dividir los territorios entre los herederos intensificó este problema, pues cada generación dejaba una Silesia aún más dividida y vulnerable.
Además, la creciente influencia de la Corona de Bohemia, bajo la cual los duques silesianos se convirtieron en vasallos en el siglo XIV, limitó su autonomía y los convirtió en actores secundarios en la política de Europa Central. A partir del siglo XVI, el dominio de los Habsburgo sobre Bohemia consolidó aún más la dependencia de Silesia y supuso una presión para los duques Piastas, quienes ahora debían adaptarse a las políticas de la monarquía imperial y su relación con el Sacro Imperio Romano Germánico.
Otro factor clave en la decadencia de los Piastas fue la adopción de la Reforma Protestante en el siglo XVI por varios ducados silesianos. Aunque el protestantismo les brindó cierto prestigio y les permitió forjar alianzas con casas protestantes como los Hohenzollern, esta afiliación también generó tensiones con la Casa de Habsburgo, profundamente católica. Esta situación comprometió aún más la estabilidad de los ducados y debilitó el poder de los Piastas, que ya enfrentaban dificultades económicas y políticas.

### Extinción de la Línea Masculina en 1675 con la Muerte de Jorge Guillermo de Legnica
El último miembro masculino de la línea Piasta de Silesia fue Jorge Guillermo de Legnica (Jerzy Wilhelm), duque de Legnica, Brzeg y Wołów, quien falleció sin herederos en 1675. Su muerte marcó el fin de la línea masculina de los Piastas en Silesia y la extinción de la dinastía Piasta en su conjunto. Tras su muerte, la mayoría de los ducados de Silesia que aún quedaban bajo control Piasta fueron absorbidos directamente por la Corona de Bohemia, controlada en ese momento por la Casa de Habsburgo.
La extinción de la línea Piasta puso fin a una dinastía que había sido fundamental en la historia de Polonia y Silesia durante más de seis siglos. Los territorios que una vez habían gobernado los Piastas de Silesia quedaron plenamente integrados en la estructura de la monarquía de los Habsburgo. A partir de ese momento, la identidad cultural y política de Silesia se vio profundamente influenciada por la germanización promovida bajo el dominio de los Habsburgo y, posteriormente, de Prusia, lo que terminó por separar a Silesia de sus raíces polacas.

## Legado Cultural y Arquitectónico

### Contribuciones de los Piastas de Silesia al Desarrollo Cultural, Urbano y Arquitectónico de la Región
Los Piastas de Silesia desempeñaron un papel crucial en el desarrollo cultural y urbano de la región, fomentando la fundación y el crecimiento de ciudades, el establecimiento de instituciones y la construcción de importantes obras arquitectónicas. A través de la Ostsiedlung (colonización alemana hacia el este), los Piastas impulsaron la llegada de colonos alemanes que trajeron consigo nuevas técnicas de construcción, urbanización y administración. Gracias a esta migración, Silesia experimentó un florecimiento económico y urbano que dejó una huella duradera en su paisaje.
Los Piastas también fueron importantes mecenas de las artes y la cultura. Fomentaron el establecimiento de iglesias, monasterios y centros educativos que contribuyeron al enriquecimiento cultural de la región. Este respaldo cultural se manifestó en la arquitectura religiosa y civil, con estilos gótico y renacentista particularmente prominentes en sus construcciones. Bajo el patrocinio de la dinastía, se desarrollaron tradiciones artísticas y culturales que fortalecieron la identidad única de Silesia, vinculada tanto a sus raíces polacas como a la influencia alemana y bohemia.

### Principales Castillos Asociados con la Dinastía
- Castillo de Breslavia (Wrocław): como la capital histórica de Silesia, Breslavia fue un centro político y cultural clave para los Piastas. Aunque gran parte del castillo original ha desaparecido, esta ciudad conserva iglesias y monumentos de la época Piasta que reflejan el estilo gótico y la importancia de la ciudad en la dinastía.
- Castillo de Legnica: fue uno de los principales bastiones de los Piastas de Silesia y un símbolo de su poder en la Baja Silesia. Este castillo fue transformado a lo largo de los siglos y es uno de los primeros ejemplos del estilo renacentista en Polonia. Los duques de Legnica residieron aquí hasta la extinción de la línea en 1675.
- Castillo de Brzeg: conocido como el "Wawel de Silesia" fue ampliado en el siglo XVI por los duques de Brzeg en estilo renacentista. El portal de entrada está adornado con esculturas de importantes miembros de la dinastía Piasta, incluyendo a Boleslao III el Bocatorcida y Enrique I el Barbudo. Hoy en día, alberga el Museo de los Piastas de Silesia, que conserva reliquias y documentos históricos de la dinastía.
- Castillo de Cieszyn: situado en el Ducado de Cieszyn, este castillo es uno de los más antiguos vinculados a la dinastía Piasta. Su arquitectura medieval se ha preservado en parte y representa el estilo gótico temprano, reflejando la influencia de los Piastas en la Alta Silesia.

## Relación con Polonia

### El Vínculo Cultural y Político con el Reino de Polonia y su Papel en los Asuntos Polacos
A pesar de su creciente independencia política y eventual vasallaje a la Corona de Bohemia, los Piastas de Silesia mantuvieron un vínculo profundo con el Reino de Polonia y desempeñaron un papel relevante en los asuntos polacos. Como descendientes de la dinastía Piasta, los duques silesianos compartían una herencia común con la familia gobernante polaca, lo que garantizaba una lealtad dinástica y una identidad cultural conectada a las tradiciones polacas. Este vínculo se fortaleció a través de alianzas matrimoniales y políticas en las que participaron activamente, intentando en diversas ocasiones unificar sus territorios silesianos con el trono polaco.
Durante el siglo XIII, varios duques de Silesia, como Enrique I el Barbudo y Enrique II el Piadoso, buscaron ampliar su influencia y aspiraron a liderar el Reino de Polonia, incluso tomando posesión de la Provincia Senioral de Cracovia y el título de duque supremo de Polonia. Este interés de los Piastas de Silesia por el trono polaco reflejaba no solo su deseo de poder, sino también una aspiración a restaurar la unidad polaca bajo un liderazgo dinástico. Sin embargo, la derrota de Enrique II el Piadoso en la Batalla de Legnica en 1241, frente a los invasores mongoles, debilitó significativamente su posición, reduciendo las oportunidades de unificar sus territorios silesianos con Polonia.

### Germanización de la Región y su Impacto en la Identidad Silesiana
Con el tiempo, la independencia política de los ducados silesianos, sumada a su dependencia progresiva de la Corona de Bohemia, facilitó un proceso de germanización en Silesia. Desde finales del siglo XIII, los duques Piastas de Silesia fomentaron la colonización de sus territorios por parte de colonos alemanes, un proceso conocido como la Ostsiedlung. Esta migración impulsó el desarrollo urbano y económico, pero también trajo consigo una creciente influencia cultural y lingüística alemana en la región.
La germanización se intensificó aún más en el siglo XIV, cuando los ducados silesianos se convirtieron en vasallos de la Corona de Bohemia. La administración y la cultura bohemias, a su vez, estaban fuertemente germanizadas, lo que promovió el uso del alemán en la administración, la educación y la vida cotidiana de Silesia. Con el tiempo, Silesia comenzó a adoptar una identidad cultural más vinculada a Europa Central, que incluía tradiciones polacas y alemanas, pero cada vez más orientada hacia la cultura germánica.
Para el siglo XVI, la adopción del protestantismo por muchos de los ducados silesianos reforzó la identidad distintiva de la región. La influencia de la Casa de Habsburgo en Bohemia y Silesia a partir de 1526 consolidó esta germanización, lo que separó a Silesia de sus raíces polacas y la vinculó firmemente a la esfera cultural alemana.

## Ducados
| Nombre en Español    | Nombre en Alemán    | Nombre en Polaco     | Fecha de Creación | Fecha de Disolución | Notas                                                              |
| -------------------- | ------------------- | -------------------- | ----------------- | ------------------- | ------------------------------------------------------------------ |
| Bierutów             | Bernstadt           | Bierutów             | Siglo XIV         | Siglo XV            | Integrado en Oleśnica                                              |
| Bielsko              | Bielitz             | Bielsko              | Siglo XV          | 1572                | Integrado en Cieszyn                                               |
| Breslavia            | Breslau             | Wrocław              | 1163              | 1335                | Controlado por Bohemia desde 1335                                  |
| Brzeg                | Brieg               | Brzeg                | 1311              | 1672                | Extinguido con la muerte de Cristián de Brzeg                      |
| Bytom                | Beuthen             | Bytom                | 1281              | 1355                | Fusionado con Opole                                                |
| Chojnów              | Haynau              | Chojnów              | Siglo XIV         | Siglo XV            | Incorporado en Legnica                                             |
| Cieszyn              | Teschen             | Cieszyn              | 1290              | 1653                | Integrado en Bohemia tras la muerte del último Piasta              |
| Głogów               | Glogau              | Głogów               | 1251              | 1504                | Integrado en Bohemia, último duque Piasta Juan II el Loco          |
| Głubczyce            | Leobschütz          | Głubczyce            | Siglo XIII        | Siglo XIV           | Incorporado en Opole                                               |
| Grodków              | Grottkau            | Grodków              | Siglo XIV         | Siglo XIV           | Cedido al Obispado de Breslavia                                    |
| Jawor                | Jauer               | Jawor                | 1278              | 1392                | Integrado en Bohemia tras la muerte de la duquesa Inés de Świdnica |
| Kamieniec Ząbkowicki | Kämnitz             | Kamieniec Ząbkowicki | Siglo XIV         | Siglo XIV           | Gobernado temporalmente por Piastas                                |
| Kluczbork            | Kreuzburg           | Kluczbork            | Siglo XIV         | Siglo XV            | Fusionado con Opole                                                |
| Kożuchów             | Freystadt           | Kożuchów             | Siglo XIV         | Siglo XV            | Integrado en Żagań                                                 |
| Koźle                | Cosel               | Koźle                | 1281              | 1355                | Fusionado con Bytom y Opole                                        |
| Krosno Odrzańskie    | Crossen an der Oder | Krosno Odrzańskie    | Siglo XIII        | Siglo XV            | Integrado en Głogów                                                |
| Legnica              | Liegnitz            | Legnica              | 1248              | 1675                | Último ducado Piasta en extinguirse en Silesia                     |
| Loslau               | Loslau              | Wodzisław Śląski     | 1327              | 1456                | Fusionado en Racibórz y luego en Bohemia                           |
| Lubin                | Lüben               | Lubin                | 1348              | 1417                | Integrado en Legnica                                               |
| Lwówek Śląski        | Löwenberg           | Lwówek Śląski        | 1278              | 1286                | Fusionado en Jawor y Legnica                                       |
| Międzyrzecz          | Meseritz            | Międzyrzecz          | Siglo XIV         | Siglo XIV           | Integrado en Głogów                                                |
| Mikołów              | Niklasdorf          | Mikołów              | Siglo XV          | Siglo XV            | Integrado en Racibórz                                              |
| Namysłów             | Namslau             | Namysłów             | Siglo XIV         | Siglo XIV           | Breve control Piasta, luego Bohemia                                |
| Niemcza              | Nimptsch            | Niemcza              | 1281              | 1290                | Fusionado en Breslavia                                             |
| Niemodlin            | Falkenberg          | Niemodlin            | 1313              | 1382                | Fusionado con Opole                                                |
| Oława                | Ohlau               | Oława                | Siglo XIV         | Siglo XV            | Integrado en Legnica                                               |
| Oleśnica             | Oels                | Oleśnica             | 1313              | 1492                | Gobernado posteriormente por otras dinastías                       |
| Opole                | Oppeln              | Opole                | 1173              | 1532                | Último duque Piasta: Juan II el Bueno                              |
| Oświęcim             | Auschwitz           | Oświęcim             | 1315              | 1457                | Anexado por Polonia                                                |
| Paczków              | Patschkau           | Paczków              | Siglo XIII        | Siglo XIV           | Breve control Piasta                                               |
| Prudnik              | Neustadt            | Prudnik              | Siglo XIII        | Siglo XV            | Fusionado en Opole                                                 |
| Pszczyna             | Pless               | Pszczyna             | Siglo XV          | Siglo XV            | Gobernado por otras dinastías tras los Piastas                     |
| Racibórz             | Ratibor             | Racibórz             | 1173              | 1456                | Integrado en Bohemia                                               |
| Rybnik               | Rybnik              | Rybnik               | Siglo XIV         | Siglo XV            | Fusionado con Racibórz                                             |
| Siewierz             | Sewerien            | Siewierz             | 1312              | 1443                | Vendido al Obispado de Cracovia                                    |
| Ścinawa              | Steinau             | Ścinawa              | 1273              | 1365                | Integrado en Głogów                                                |
| Strzelce Opolskie    | Groß Strehlitz      | Strzelce Opolskie    | Siglo XIV         | Siglo XV            | Fusionado con Opole                                                |
| Strzelin             | Strehlen            | Strzelin             | Siglo XIV         | Siglo XV            | Fusionado en Breslavia                                             |
| Świebodzin           | Schwiebus           | Świebodzin           | Siglo XIV         | Siglo XV            | Fusionado en Głogów                                                |
| Świdnica             | Schweidnitz         | Świdnica             | 1291              | 1368                | Anexado por Bohemia                                                |
| Toszek               | Tost                | Toszek               | 1321              | 1424                | Fusionado en Bytom y luego en Opole                                |
| Wołów                | Wohlau              | Wołów                | Siglo XIV         | Siglo XV            | Integrado en Brzeg                                                 |
| Żagań                | Sagan               | Żagań                | 1274              | 1504                | Fusionado con Bohemia                                              |
| Żmigród              | Trachenberg         | Żmigród              | Siglo XIII        | Siglo XIV           | Integrado en Głogów                                                |
| Żory                 | Sohrau              | Żory                 | Siglo XIV         | Siglo XV            | Fusionado en Racibórz                                              |
| Zator                | Zator               | Zator                | 1445              | 1513                | Anexado por Polonia                                                |
| Ziębice              | Münsterberg         | Ziębice              | 1312              | 1428                | Integrado en Bohemia                                               |

### Duques de Bierutów (Bernstadt)
| Nombre del Duque                  | Reinado   | Notas                                                                                |
| --------------------------------- | --------- | ------------------------------------------------------------------------------------ |
| Boleslao III el Generoso          | 1311–1352 | Primer duque de Bierutów, separó el ducado de Brzeg.                                 |
| Luis I de Brzeg                   | 1352–1398 | Hijo de Boleslao III, heredó Bierutów y Brzeg.                                       |
| Enrique IX de Lubin               | 1398–1419 | Gobernante Piasta, integró temporalmente Bierutów con Lubin.                         |
| Luis II de Brzeg                  | 1419–1436 | Mantuvo Bierutów hasta su muerte, pasando luego a su hermano.                        |
| Conrado VII el Blanco             | 1436–1452 | También duque de Oleśnica, perdió Bierutów en conflictos con sus hermanos.           |
| Federico I de Brzeg               | 1452–1488 | Duque de Brzeg y Bierutów, fortaleció la autonomía del ducado.                       |
| Jorge I de Brzeg                  | 1488–1521 | Hijo de Federico I, administró conjuntamente Bierutów y Brzeg.                       |
| Jorge II de Brzeg                 | 1521–1547 | Gobernó Bierutów y Brzeg, su muerte marcó el paso del ducado a su hermano.           |
| Joaquín II de Brzeg               | 1547–1565 | Compartió el ducado con su hermano hasta su muerte.                                  |
| Jorge III de Brzeg                | 1565–1586 | Último duque Piasta de Bierutów, tras su muerte se reintegró a la Corona de Bohemia. |
| Carlos I de Liechtenstein         | 1586–1627 | Gobernante no Piasta, administró Bierutów bajo dominio de la Corona de Bohemia.      |
| Carlos Eusebio de Liechtenstein   | 1627–1684 | Su gobierno consolidó la administración bohemia en Bierutów.                         |
| Juan Adán Andrés de Liechtenstein | 1684–1712 | Último duque de Bierutów, el ducado se integró formalmente en Bohemia.               |

### Duques de Bielsko (Bielitz)
| Nombre del Duque                  | Reinado   | Notas                                                                            |
| --------------------------------- | --------- | -------------------------------------------------------------------------------- |
| Kazimierz I de Cieszyn            | 1315–1358 | Primer duque Piasta que gobernó Bielsko como parte del ducado de Cieszyn.        |
| Przemysław I Noszak               | 1358–1410 | Hijo de Kazimierz I, gobernó el ducado de Cieszyn, incluyendo Bielsko.           |
| Bolesław I de Cieszyn             | 1410–1431 | Gobernante de Bielsko como parte de Cieszyn.                                     |
| Wenceslao I de Cieszyn            | 1431–1474 | Gobernante Piasta de Cieszyn, dividió el territorio con sus hermanos.            |
| Kazimierz II de Cieszyn           | 1474–1528 | Separó Bielsko como un feudo independiente en la segunda mitad de su reinado.    |
| Wenceslao III Adán de Cieszyn     | 1528–1579 | Gobernó Bielsko, iniciando la germanización de la región.                        |
| Federico Casimiro de Cieszyn      | 1579–1597 | Último duque Piasta que gobernó Bielsko como parte de Cieszyn.                   |
| Adam Wenceslao de Cieszyn         | 1597–1617 | Vendió Bielsko como feudo independiente en 1572.                                 |
| Karl Hannibal von Sadowski        | 1617–1635 | Gobernante no Piasta, continuó la germanización y reorganización del ducado.     |
| Ferdinand III de Habsburgo        | 1635–1657 | Incorporado a la Corona de Bohemia bajo el dominio de los Habsburgo.             |
| Friedrich Wilhelm von Oppersdorff | 1657–1698 | Gobernante noble de Bielsko tras la venta del feudo.                             |
| Karl Joseph von Oppersdorff       | 1698–1739 | Gobernante hereditario, consolidó el poder local en Bielsko.                     |
| Gustav Adolph von Oppersdorff     | 1739–1752 | Último de la familia Oppersdorff en gobernar, vendido a los Sulkowski.           |
| Alejandro Józef Sulkowski         | 1752–1762 | Compró Bielsko, estableciendo el control de los Sulkowski.                       |
| August Kazimierz Sulkowski        | 1762–1786 | Duque Sulkowski que gobernó Bielsko bajo dominio austriaco.                      |
| Jozef Maria Sulkowski             | 1786–1836 | Consolidó el poder de los Sulkowski en la región.                                |
| Ludwik Sulkowski                  | 1836–1875 | Último gobernante Sulkowski de Bielsko antes de su integración final en Austria. |

### Duques de Breslavia (Wrocław o Breslau)
| Nombre del Duque            | Reinado   | Notas                                                                                 |
| --------------------------- | --------- | ------------------------------------------------------------------------------------- |
| Boleslao I el Bravo         | 992–1025  | Primer duque de Polonia y de Breslavia; estableció el dominio Piasta en la región.    |
| Miecislao II Lambert        | 1025–1031 | Hijo de Boleslao I, gobernó temporalmente antes de la fragmentación.                  |
| Casimiro I el Restaurador   | 1034–1058 | Restauró el control sobre Breslavia después de un periodo de inestabilidad.           |
| Boleslao II el Temerario    | 1058–1079 | Expansión y fortalecimiento del ducado de Breslavia.                                  |
| Vladislao I Herman          | 1079–1102 | Gobernó Polonia y Breslavia; su administración inició divisiones familiares.          |
| Boleslao III el Bocatorcida | 1102–1138 | Dividió Polonia en ducados en su testamento, asignando Breslavia a su hijo.           |
| Vladislao II el Desterrado  | 1138–1146 | Primer duque autónomo de Breslavia según la fragmentación; exiliado en 1146.          |
| Boleslao IV el Rizado       | 1146–1173 | Gobernó Breslavia temporalmente tras el exilio de Vladislao II.                       |
| Boleslao I el Alto          | 1163–1201 | Hijo de Vladislao II, recuperó Breslavia con apoyo del emperador Federico Barbarroja. |
| Enrique I el Barbudo        | 1201–1238 | Expansión y consolidación de Breslavia; uno de los duques más poderosos.              |
| Enrique II el Piadoso       | 1238–1241 | Gobernó hasta su muerte en la Batalla de Legnica contra los mongoles.                 |
| Boleslao II el Calvo        | 1241–1248 | Gobernante de Breslavia durante la invasión mongola, fragmentó el ducado.             |
| Enrique III el Blanco       | 1248–1266 | Mantuvo Breslavia tras dividirlo de Legnica.                                          |
| Enrique IV el Justo         | 1266–1290 | Restauró temporalmente el poder Piasta en Breslavia; fue regente de Cracovia.         |
| Enrique V el Gordo          | 1290–1296 | Gobernante Piasta de Breslavia, consolidó su dominio.                                 |
| Boleslao III el Generoso    | 1296–1311 | Último duque Piasta en gobernar Breslavia como territorio independiente.              |
| Juan de Bohemia             | 1311–1335 | Integración de Breslavia en la Corona de Bohemia tras la rendición de Boleslao III.   |
| Carlos I de Bohemia         | 1335–1378 | Gobernó Breslavia tras el Tratado de Trenčín, consolidando el control bohemio.        |
| Wenceslao IV de Bohemia     | 1378–1419 | Administró Breslavia como parte de la Corona de Bohemia.                              |
| Sigismundo de Luxemburgo    | 1419–1437 | Integró Breslavia en la estructura política del Sacro Imperio Romano.                 |

### Duques de Brzeg (Brieg)
| Nombre del Duque         | Reinado   | Notas |
| ------------------------ | --------- | --- |
| Boleslao III el Generoso | 1311–1352 | Fundador del Ducado de Brzeg tras dividir las tierras de Silesia; estableció Brzeg como capital.                     |
| Luis I de Brzeg          | 1352–1398 | Hijo de Boleslao III, consolidó el ducado e impulsó la construcción del Castillo de Brzeg.                           |
| Enrique IX de Lubin      | 1398–1419 | Gobernó Brzeg y Lubin, reforzó la autonomía del ducado en tiempos de inestabilidad.                                  |
| Luis II de Brzeg         | 1419–1436 | Mantuvo Brzeg durante conflictos con otros miembros de la familia Piasta.                                            |
| Juan I de Brzeg          | 1436–1441 | Gobernó brevemente Brzeg antes de dividir el territorio entre sus hermanos.                                          |
| Enrique X el Viejo       | 1441–1450 | Compartió el gobierno de Brzeg con su hermano tras la muerte de Juan I.                                              |
| Federico I de Brzeg      | 1450–1488 | Gobernó con autonomía y expandió la influencia de Brzeg en Silesia.                                                  |
| Ludwik I el Justo        | 1488–1503 | Administró Brzeg y se esforzó en mantener la estabilidad económica y política del ducado.                            |
| Jorge I de Brzeg         | 1503–1521 | Gobernante pacífico que mantuvo el ducado sin conflictos mayores.                                                    |
| Joaquín I de Brzeg       | 1521–1532 | Gobernó junto a Jorge I, consolidando la administración del ducado.                                                  |
| Federico II de Brzeg     | 1532–1547 | Gobernó durante la Reforma, promovió cambios religiosos en el ducado.                                                |
| Jorge II de Brzeg        | 1547–1586 | Fomentó la economía y cultura, manteniendo la paz en el ducado.                                                      |
| Joaquín II de Brzeg      | 1586–1595 | Gobernante breve, sin mayores eventos.                                                                               |
| Juan Cristián de Brzeg   | 1595–1639 | Estableció relaciones diplomáticas con ducados vecinos; se alineó con protestantes en la guerra de los Treinta Años. |
| Jorge III de Brzeg       | 1639–1664 | Gobernó durante la guerra de los Treinta Años y enfrentó dificultades económicas.                                    |
| Luis IV de Brzeg         | 1664–1666 | Gobernante breve, sin mayor influencia en la política del ducado.                                                    |
| Cristián de Brzeg        | 1666–1672 | Último duque de la línea Piasta en Brzeg; el ducado se integró en la Corona de Bohemia tras su muerte.               |

### Duques de Bytom (Beuthen)
| Nombre del Duque          | Reinado   | Notas                                                                                               |
| ------------------------- | --------- | --------------------------------------------------------------------------------------------------- |
| Casimiro I de Bytom       | 1281–1312 | Fundador del Ducado de Bytom; estableció el gobierno piasta en la región.                           |
| Boleslao de Bytom         | 1312–1328 | Hijo de Casimiro I; se alineó con la Corona de Bohemia y aceptó su vasallaje.                       |
| Władysław de Bytom        | 1328–1352 | Gobernó en alianza con Bohemia; consolidó el ducado y sus relaciones exteriores.                    |
| Jorge de Bytom            | 1352–1355 | Gobernante breve; su mandato vio el inicio de conflictos de sucesión.                               |
| Conrado I de Oleśnica     | 1355–1366 | Gobernó Bytom junto con Oleśnica; expandió su influencia en Silesia.                                |
| Conrado II el Gris        | 1366–1403 | Gobernó como duque de Bytom y Oleśnica; fortaleció la relación con Bohemia.                         |
| Conrado III el Viejo      | 1403–1427 | Gobernante de Bytom y otros territorios piastas; enfrentó inestabilidad económica.                  |
| Conrado IV el Joven       | 1427–1450 | Mantuvo Bytom bajo su control, aunque se fue debilitando su independencia.                          |
| Balthasar de Bytom        | 1450–1477 | Último gobernante Piasta de Bytom; el ducado fue absorbido por la Corona de Bohemia tras su muerte. |
| Matías Corvino de Hungría | 1477–1490 | Control temporal de Bytom como parte de su dominio en Silesia.                                      |
| Juan II de Opole          | 1490–1521 | Gobernó Bytom después de Matías Corvino; consolidó el ducado bajo la administración de Opole.       |

### Duques de Chojnów (Haynau)
| Nombre del Duque            | Reinado   | Notas                                                                                   |
| --------------------------- | --------- | --------------------------------------------------------------------------------------- |
| Enrique V de Żagań          | 1365–1378 | Primer duque de Chojnów; gobernó también Żagań.                                         |
| Enrique VI el Viejo         | 1378–1393 | Gobernó Chojnów como parte del ducado de Żagań; fortaleció los lazos con Bohemia.       |
| Enrique VII Rumpold         | 1393–1439 | Mantuvo Chojnów bajo su dominio durante un largo reinado; enfrentó desafíos económicos. |
| Enrique IX el Viejo         | 1439–1467 | Gobernó Chojnów y consolidó la administración en tiempos de crisis.                     |
| Enrique X el Joven          | 1467–1476 | Breve reinado; último Piasta en gobernar Chojnów de manera independiente.               |
| Federico I de Legnica       | 1476–1488 | Integró Chojnów en el ducado de Legnica, terminando su independencia.                   |
| Jorge I de Legnica          | 1488–1503 | Gobernó Chojnów como parte de Legnica; promovió la estabilidad en la región.            |
| Federico II de Legnica      | 1503–1547 | Administró Chojnów dentro de sus dominios; fortaleció la economía local.                |
| Enrique XI de Legnica       | 1547–1581 | Mantuvo Chojnów como parte de Legnica durante su reinado.                               |
| Joaquín Federico de Legnica | 1581–1602 | Gobernó Legnica y Chojnów; último duque Piasta de Legnica.                              |

### Duques de Cieszyn (Teschen)
| Nombre del Duque              | Reinado   | Notas                                                                                           |
| ----------------------------- | --------- | ----------------------------------------------------------------------------------------------- |
| Miecislao I de Cieszyn        | 1290–1315 | Fundador del Ducado de Cieszyn; separó el territorio de Opole.                                  |
| Casimiro I de Cieszyn         | 1315–1358 | Hijo de Miecislao I; consolidó el ducado y mejoró las relaciones con Bohemia.                   |
| Przemysław I Noszak           | 1358–1410 | Famoso por su diplomacia; mantuvo relaciones estrechas con el Sacro Imperio Romano y Bohemia.   |
| Boleslao I de Cieszyn         | 1410–1431 | Gobernó durante un periodo de estabilidad y continuó el fortalecimiento de Cieszyn.             |
| Wenceslao I de Cieszyn        | 1431–1474 | Su mandato estuvo marcado por la división del territorio con sus hermanos.                      |
| Casimiro II de Cieszyn        | 1474–1528 | Mantuvo la paz en el ducado y defendió la autonomía de Cieszyn frente a influencias externas.   |
| Wenceslao III Adán de Cieszyn | 1528–1579 | Gobernó durante la Reforma protestante y promovió cambios religiosos en la región.              |
| Federico Casimiro de Cieszyn  | 1579–1597 | Último duque Piasta en gobernar Cieszyn antes de la transición a los Habsburgo.                 |
| Adam Wenceslao de Cieszyn     | 1597–1617 | Se convirtió al catolicismo durante la Contrarreforma y fortaleció los lazos con los Habsburgo. |
| Federico Guillermo de Cieszyn | 1617–1625 | Gobernante breve durante un periodo de creciente influencia de los Habsburgo.                   |
| Wenceslao Eusebio de Cieszyn  | 1625–1639 | Gobernó en tiempos difíciles debido a la guerra de los Treinta Años.                            |
| Ferdinando IV de Habsburgo    | 1639–1653 | Duque nominal de Cieszyn, gobernado efectivamente por los Habsburgo.                            |
| Leopoldo I de Habsburgo       | 1653–1705 | Cieszyn fue completamente absorbido por la Corona de Bohemia y administrado por los Habsburgo.  |

### Duques de Głogów (Glogau)
| Nombre del Duque          | Reinado   | Notas |
| ------------------------- | --------- | --- |
| Conrado I de Głogów       | 1251–1274 | Fundador del Ducado de Głogów; separó Głogów del ducado de Silesia.                                             |
| Enrique III de Głogów     | 1274–1309 | Hijo de Conrado I; expandió su territorio e intentó reclamar la corona polaca.                                  |
| Enrique IV el Fiel        | 1309–1342 | Gobernó Głogów tras dividir el ducado entre sus hermanos; consolidó el poder local.                             |
| Przemko II de Głogów      | 1342–1365 | Gobernó Głogów y Silesia, promovió la economía y fortaleció el ducado.                                          |
| Enrique V de Żagań        | 1365–1378 | Gobernó Głogów junto con Żagań; mantuvo la paz en el ducado.                                                    |
| Enrique VI el Viejo       | 1378–1393 | Administró Głogów durante un periodo de alianzas con Bohemia.                                                   |
| Enrique VII Rumpold       | 1393–1423 | Gobernó en tiempos de crisis económica; intentó mantener la independencia del ducado.                           |
| Juan I de Żagań           | 1423–1439 | Gobernó Głogów y Żagań; fortaleció relaciones con la Corona de Bohemia.                                         |
| Baltasar de Żagań         | 1439–1461 | Último duque Piasta de Głogów en gobernar de manera independiente; su muerte llevó a la integración del ducado. |
| Jorge de Poděbrady        | 1461–1471 | Gobernó Głogów bajo el vasallaje de la Corona de Bohemia.                                                       |
| Matías Corvino de Hungría | 1471–1490 | Controló Głogów como parte de sus dominios en Silesia; fortaleció el control bohemio.                           |
| Juan II de Żagań          | 1490–1504 | Último duque Piasta en gobernar Głogów; su muerte marcó la absorción completa en Bohemia.                       |

### Duques de Głubczyce (Leobschütz)
| Nombre del Duque         | Reinado   | Notas |
| ------------------------ | --------- | --- |
| Miecislao de Głubczyce   | 1281–1318 | Primer duque de Głubczyce; estableció el ducado como una división de Opole.                                 |
| Boleslao de Niemodlin    | 1318–1362 | Gobernó Głubczyce como parte de sus territorios, en estrecha relación con Opole.                            |
| Wenceslao de Niemodlin   | 1362–1369 | Hijo de Boleslao; continuó el gobierno como una entidad semiindependiente.                                  |
| Enrique de Żagań         | 1369–1377 | Adquirió Głubczyce; estableció alianzas con otros ducados silesianos.                                       |
| Conrado II de Oleśnica   | 1377–1403 | Gobernó Głubczyce junto con Oleśnica; consolidó el territorio bajo su mandato.                              |
| Conrado III el Viejo     | 1403–1427 | Mantuvo Głubczyce durante un periodo de estabilidad; impulsó el comercio en la región.                      |
| Conrado IV el Joven      | 1427–1450 | Gobernante Piasta que enfrentó crisis políticas y económicas en el ducado.                                  |
| Przemysław II de Cieszyn | 1450–1484 | Último duque Piasta en gobernar Głubczyce; el ducado fue absorbido posteriormente por la Corona de Bohemia. |

### Duques de Grodków (Grottkau)
| Nombre del Duque         | Reinado   | Notas                                                                                             |
| ------------------------ | --------- | ------------------------------------------------------------------------------------------------- |
| Boleslao III el Generoso | 1311–1321 | Primer duque Piasta de Grodków; separó el ducado de Brzeg.                                        |
| Enrique VI el Bueno      | 1321–1335 | Gobernó Grodków junto con Brzeg; su gobierno consolidó el ducado antes de su cesión a la iglesia. |
| Nankier de Breslavia     | 1341–1347 | Obispo de Breslavia; adquirió Grodków para el obispado, dando inicio al control eclesiástico.     |
| Przecław de Pogorzela    | 1347–1376 | Obispo de Breslavia; fortaleció la administración del ducado bajo la autoridad eclesiástica.      |
| Wenceslao II de Legnica  | 1376–1382 | Nombrado como administrador temporal; consolidó el control eclesiástico en Grodków.               |
| Conrado IV de Oleśnica   | 1382–1403 | Gobernó Grodków y Oleśnica bajo el vasallaje eclesiástico y bohemio.                              |
| Enrique IX de Lubin      | 1403–1419 | Gobernante de Grodków, promovió la paz y fortaleció la administración local.                      |
| Luis II de Brzeg         | 1419–1436 | Gobernó brevemente antes de cederlo nuevamente a la administración del obispado.                  |
| Conrado V Kantner        | 1436–1452 | Último duque Piasta que administró Grodków antes de la incorporación plena al obispado.           |
| Ján Filipec              | 1482–1488 | Obispo de Breslavia; consolidó el gobierno del obispado en Grodków.                               |
| Jakub von Salza          | 1488–1503 | Obispo de Breslavia; continuó el dominio eclesiástico y desarrolló la región.                     |
| Julián von Büchau        | 1506–1520 | Administrador obispal, desarrolló políticas de reforma en el ducado.                              |
| Baltasar Promnitz        | 1539–1562 | Último obispo que gobernó Grodków antes de las reformas y cambios de control en el ducado.        |

### Duques de Jawor (Jauer)
| Nombre del Duque        | Reinado   | Notas |
| ----------------------- | --------- | --- |
| Bolko I el Estricto     | 1278–1301 | Primer duque de Jawor; fundó el ducado y expandió su territorio.                                                                  |
| Enrique I de Jawor      | 1301–1346 | Gobernó junto con su hermano Bolko II; promovió el desarrollo económico.                                                          |
| Bolko II el Pequeño     | 1312–1368 | Gobernó en co-regencia con Enrique I hasta 1346 y después en solitario; último Piasta en gobernar Jawor.                          |
| Ana de Świdnica         | 1368–1392 | Gobernó Jawor como regente tras la muerte de Bolko II; esposa del emperador Carlos IV, mantuvo la administración hasta su muerte. |
| Wenceslao de Luxemburgo | 1392–1419 | Incorporación de Jawor a la Corona de Bohemia bajo el gobierno de la dinastía de Luxemburgo.                                      |

### Duques de Kamieniec (Kamieniec Ząbkowicki, Camenz, Kamenz, Frankenstein o Kämnitz)
| Nombre del Duque     | Reinado   | Notas |
| -------------------- | --------- | --- |
| Bolko I el Estricto  | 1278–1301 | Primer duque en incluir Kamieniec como parte de sus dominios; fortaleció la infraestructura local.       |
| Bernardo de Świdnica | 1301–1326 | Gobernó Kamieniec como parte de Świdnica; impulsó el desarrollo económico.                               |
| Bolko II de Ziębice  | 1326–1341 | Incorporó Kamieniec en sus territorios de Ziębice; consolidó su administración.                          |
| Enrique I de Jawor   | 1341–1346 | Gobernó Kamieniec como parte de sus dominios en Jawor.                                                   |
| Bolko II el Pequeño  | 1346–1368 | Gobernó Kamieniec junto con Jawor y Świdnica; tras su muerte, el ducado fue absorbido por Bohemia.       |
| Ana de Świdnica      | 1368–1392 | Gobernó como regente tras la muerte de Bolko II; su gobierno marcó la transición a la Corona de Bohemia. |

### Duques de Kluczbork (Kreuzburg)
| Nombre del Duque      | Reinado   | Notas                                                                                              |
| --------------------- | --------- | -------------------------------------------------------------------------------------------------- |
| Vladislao de Opole    | 1281–1284 | Primer duque de Kluczbork; fundó el ducado al dividir Opole entre sus hijos.                       |
| Bolko I de Opole      | 1284–1313 | Gobernó Kluczbork junto con Opole; consolidó el territorio y lo mantuvo bajo control Piasta.       |
| Bolko II de Opole     | 1313–1356 | Hijo de Bolko I; promovió el desarrollo de Kluczbork y fortaleció sus defensas.                    |
| Vladislao II de Opole | 1356–1401 | Gobernó Kluczbork junto con otros territorios de Opole; mantuvo la paz en la región.               |
| Enrique IX de Głogów  | 1401–1413 | Obtuvo el control de Kluczbork a través de alianzas matrimoniales; gobernó brevemente.             |
| Bernardo de Niemodlin | 1413–1450 | Gobernó Kluczbork y Niemodlin; su reinado marcó el fortalecimiento de la economía local.           |
| Nicolás I de Opole    | 1450–1476 | Mantuvo el ducado durante un periodo de estabilidad, promoviendo la infraestructura en Kluczbork.  |
| Juan II de Opole      | 1476–1532 | Último duque Piasta de Kluczbork; el ducado fue incorporado a la Corona de Bohemia tras su muerte. |

### Duques de Kożuchów (Freystadt)
| Nombre del Duque          | Reinado   | Notas |
| ------------------------- | --------- | --- |
| Enrique III de Głogów     | 1273–1309 | Primer duque de Kożuchów, estableció el ducado como una división de Głogów.                                   |
| Enrique IV el Fiel        | 1309–1342 | Gobernó Kożuchów y consolidó su administración junto con Głogów.                                              |
| Enrique V de Żagań        | 1342–1369 | Hijo de Enrique IV; fortaleció Kożuchów y expandió su influencia en Silesia.                                  |
| Enrique VI el Viejo       | 1369–1393 | Gobernante de Kożuchów, mantuvo el ducado durante tiempos de paz relativa.                                    |
| Enrique VII Rumpold       | 1393–1423 | Gobernó Kożuchów y Żagań; enfrentó crisis económicas y políticas en la región.                                |
| Juan I de Żagań           | 1423–1439 | Gobernante de Kożuchów, conocido por sus esfuerzos en mantener la estabilidad.                                |
| Baltasar de Żagań         | 1439–1472 | Último Piasta en gobernar Kożuchów de manera independiente; el ducado fue absorbido por la Corona de Bohemia. |
| Matías Corvino de Hungría | 1472–1490 | Gobernante de Kożuchów bajo dominio de Bohemia, consolidó el territorio bajo su control.                      |

### Duques de Koźle (Kosel o Cosel)
| Nombre del Duque     | Reinado   | Notas                                                                                      |
| -------------------- | --------- | ------------------------------------------------------------------------------------------ |
| Władysław de Opole   | 1281–1283 | Primer duque de Koźle, formó el ducado al dividir el territorio de Opole.                  |
| Casimiro de Bytom    | 1283–1312 | Gobernó Koźle y Bytom, fortaleciendo la administración local.                              |
| Boleslao de Koźle    | 1312–1355 | Hijo de Casimiro; estableció Koźle como centro importante en Silesia.                      |
| Ladislao de Bytom    | 1355–1357 | Breve gobierno como duque de Koźle y Bytom; enfrentó conflictos con territorios vecinos.   |
| Conrado de Oleśnica  | 1357–1365 | Gobernó Koźle junto con Oleśnica; consolidó la administración en tiempos de inestabilidad. |
| Conrado II el Gris   | 1365–1403 | Gobernante de Koźle y Oleśnica, promovió la paz en la región.                              |
| Conrado III el Viejo | 1403–1427 | Mantuvo Koźle durante un periodo de estabilidad; fortaleció las relaciones con Bohemia.    |
| Conrado IV el Joven  | 1427–1444 | Último duque Piasta en gobernar Koźle; el ducado fue absorbido por la Corona de Bohemia.   |

### Duques de Krosno (Krosno Odrzańskie, Crossen an der Oder o Crossen)
| Nombre del Duque        | Reinado   | Notas                                                                                            |
| ----------------------- | --------- | ------------------------------------------------------------------------------------------------ |
| Enrique II el Piadoso   | 1230–1241 | Gobernó Krosno como parte de sus dominios en Silesia.                                            |
| Enrique III de Głogów   | 1241–1309 | Primer duque Piasta en establecer Krosno como entidad dentro del ducado de Głogów.               |
| Enrique IV el Fiel      | 1309–1323 | Gobernó Krosno junto con otras partes de Głogów; fortaleció la autonomía local.                  |
| Enrique V de Żagań      | 1323–1342 | Hijo de Enrique IV; promovió la economía y consolidó la administración.                          |
| Enrique VI el Viejo     | 1342–1369 | Gobernó Krosno junto con Żagań; conocido por mantener la paz en la región.                       |
| Enrique VII Rumpold     | 1369–1393 | Duque durante un periodo de crisis, mantuvo el control del ducado.                               |
| Enrique VIII el Gorrión | 1393–1397 | Gobernó brevemente antes de su muerte, consolidando relaciones pacíficas.                        |
| Jan I de Żagań          | 1397–1439 | Gobernó Krosno junto con Żagań; fortaleció la administración del ducado.                         |
| Baltasar de Żagań       | 1439–1461 | Último duque Piasta de Krosno; tras su muerte, el ducado fue absorbido por la Corona de Bohemia. |

### Duques de Legnica (Liegnitz)
| Nombre del Duque            | Reinado   | Notas |
| --------------------------- | --------- | --- |
| Boleslao I el Alto          | 1163–1201 | Primer duque de Legnica; fundó el ducado como parte de su herencia en Silesia.                                   |
| Enrique I el Barbudo        | 1201–1238 | Gobernó Legnica y unificó partes de Silesia bajo su dominio; destacó por su política de expansión.               |
| Enrique II el Piadoso       | 1238–1241 | Último duque Piasta en gobernar antes de la invasión mongola; murió en la batalla de Legnica.                    |
| Boleslao II el Calvo        | 1241–1278 | Gobernó durante la invasión mongola y la posterior reconstrucción del ducado.                                    |
| Enrique V el Gordo          | 1278–1296 | Mantuvo Legnica tras su división inicial, gobernando con prudencia y promoviendo la economía.                    |
| Boleslao III el Generoso    | 1296–1312 | Gobernó junto con Enrique V, luego se convirtió en duque de Breslavia; finalmente perdió Legnica.                |
| Wenceslao I de Legnica      | 1312–1338 | Restauró la autonomía del ducado y fortaleció la defensa regional.                                               |
| Luis I de Legnica           | 1338–1342 | Gobernó en paz; su reinado estuvo marcado por la estabilidad interna.                                            |
| Wenceslao II de Legnica     | 1342–1364 | Su gobierno incluyó alianzas con Bohemia; promovió la cultura y economía.                                        |
| Ruprecht I de Legnica       | 1364–1409 | Gobernó en cooperación con sus hermanos; su administración promovió la estabilidad.                              |
| Wenceslao III de Legnica    | 1409–1419 | Gobernante de Legnica, enfrentó crisis económicas y conflictos territoriales.                                    |
| Luis II de Legnica          | 1419–1436 | Gobernó en un periodo de conflictos con ducados vecinos y mantuvo alianzas estratégicas.                         |
| Juan I de Legnica           | 1436–1453 | Duque en tiempos de paz; mantuvo la economía estable y relaciones con Bohemia.                                   |
| Federico I de Legnica       | 1453–1488 | Promovió la autonomía de Legnica y fortaleció la administración ducal.                                           |
| Federico II de Legnica      | 1488–1547 | Gobernante en la época de la Reforma; impulsó cambios religiosos en el ducado.                                   |
| Enrique XI de Legnica       | 1547–1581 | Gobernó durante un periodo de conflictos religiosos y mantuvo la paz en la región.                               |
| Joaquín Federico de Legnica | 1581–1602 | Administrador pacífico de Legnica; último duque Piasta antes de la línea final.                                  |
| Juan Cristián de Legnica    | 1602–1639 | Gobernó durante la guerra de los Treinta Años; mantuvo el ducado en tiempos de dificultades.                     |
| Jorge III de Legnica        | 1639–1664 | Último duque Piasta en Legnica, falleció sin herederos directos, integrándose el ducado en la Corona de Bohemia. |

### Duques de Loslau (Łoslau o Wodzisław Śląski)
| Nombre del Duque       | Reinado   | Notas                                                                                             |
| ---------------------- | --------- | ------------------------------------------------------------------------------------------------- |
| Przemysław de Racibórz | 1281–1306 | Primer duque de Loslau; separó el ducado de Racibórz y estableció la autonomía de la región.      |
| Leszek de Racibórz     | 1306–1336 | Hijo de Przemysław; mantuvo Loslau y promovió su desarrollo económico.                            |
| Mikołaj II de Opava    | 1336–1365 | Gobernó Loslau tras adquirirlo mediante alianzas familiares con los Piastas de Racibórz.          |
| Venceslao I de Legnica | 1365–1372 | Breve gobernante de Loslau, durante su intento de consolidar varias posesiones silesianas.        |
| Jan II el Bueno        | 1372–1424 | Gobernó Loslau junto con Racibórz; su administración estuvo marcada por la estabilidad.           |
| Mikołaj V de Racibórz  | 1424–1437 | Último duque Piasta de Loslau; tras su muerte, el ducado fue absorbido por el ducado de Racibórz. |

### Duques de Lubin (Lüben)
| Nombre del Duque           | Reinado   | Notas                                                                                           |
| -------------------------- | --------- | ----------------------------------------------------------------------------------------------- |
| Luis I de Legnica          | 1348–1398 | Primer duque de Lubin tras la división del ducado de Legnica; fortaleció la economía local.     |
| Ruprecht I de Legnica      | 1398–1409 | Gobernó Lubin y Legnica en co-regencia con sus hermanos; mantuvo la estabilidad en la región.   |
| Wenceslao II de Legnica    | 1409–1419 | Gobernante en conjunto con sus hermanos; consolidó las alianzas políticas en Silesia.           |
| Luis II de Brzeg           | 1419–1436 | Controló Lubin en asociación con Brzeg; su gobierno se caracterizó por la paz.                  |
| Juan I de Lubin            | 1436–1441 | Administró Lubin brevemente antes de la división entre sus hermanos.                            |
| Enrique IX de Lubin        | 1441–1467 | Gobernó Lubin tras la división territorial; fortaleció las defensas de la ciudad.               |
| Federico I de Legnica      | 1467–1488 | Gobernó Lubin como parte de sus dominios en Legnica; promovió el comercio y la economía.        |
| Jorge I de Brzeg y Legnica | 1488–1503 | Mantuvo Lubin en un periodo de relativa paz; fortaleció la administración local.                |
| Federico II de Legnica     | 1503–1547 | Gobernó durante la Reforma protestante; introdujo cambios religiosos en Lubin.                  |
| Enrique XI de Legnica      | 1547–1581 | Último duque Piasta de Lubin; tras su muerte, el ducado fue absorbido por la Corona de Bohemia. |

### Duques de Lwówek (Lwówek Śląski o Löwenberg)
| Nombre del Duque     | Reinado   | Notas |
| -------------------- | --------- | --- |
| Bolko I el Estricto  | 1278–1301 | Primer duque de Lwówek, separó el ducado de Świdnica y Jawor.                                                       |
| Bernardo de Świdnica | 1301–1326 | Gobernó Lwówek junto con Świdnica; promovió la economía y la infraestructura local.                                 |
| Bolko II de Ziębice  | 1326–1341 | Gobernó Lwówek como parte de sus territorios en Ziębice; consolidó la administración.                               |
| Enrique I de Jawor   | 1341–1346 | Gobernó el ducado como parte de sus territorios; último Piasta independiente en Lwówek.                             |
| Bolko II el Pequeño  | 1346–1368 | Gobernó Lwówek y Jawor; tras su muerte, el ducado fue integrado en la Corona de Bohemia.                            |
| Ana de Świdnica      | 1368–1392 | Viuda de Carlos IV de Luxemburgo, gobernó como regente; tras su fallecimiento, el ducado fue absorbido por Bohemia. |

### Duques de Międzyrzecz (Meseritz)
| Nombre del Duque       | Reinado   | Notas |
| ---------------------- | --------- | --- |
| Miecislao II el Gordo  | 1230–1241 | Primer duque Piasta en gobernar Międzyrzecz; separó el territorio como parte de su herencia.                 |
| Boleslao el Piadoso    | 1241–1279 | Gobernó Międzyrzecz junto con otros territorios en la Gran Polonia; fortaleció la administración.            |
| Przemysł II            | 1279–1296 | Gobernó como parte de su expansión territorial en la Gran Polonia; intentó unificar Polonia bajo su mandato. |
| Enrique III de Głogów  | 1296–1309 | Incorporó Międzyrzecz en su ducado tras la muerte de Przemysł II; mantuvo el ducado hasta su fallecimiento.  |
| Enrique IV el Fiel     | 1309–1323 | Hijo de Enrique III; mantuvo Międzyrzecz y promovió la paz en la región.                                     |
| Juan de Ścinawa        | 1323–1343 | Gobernó Międzyrzecz durante un periodo de estabilidad; último Piasta en administrar el ducado.               |
| Casimiro III el Grande | 1343–1370 | Incorporó Międzyrzecz al reino polaco; su administración marcó el final de su independencia como ducado.     |

### Duques de Mikołów (Niklasdorf o Nikolai)
| Nombre del Duque       | Reinado   | Notas |
| ---------------------- | --------- | --- |
| Przemysław de Racibórz | 1281–1306 | Primer duque de Mikołów; separó el territorio de Racibórz como parte de la división de Silesia.           |
| Leszek de Racibórz     | 1306–1336 | Hijo de Przemysław; consolidó el dominio sobre Mikołów y mantuvo su autonomía.                            |
| Mikołaj II de Opava    | 1336–1365 | Adquirió Mikołów a través de alianzas matrimoniales; gobernó junto con Opava.                             |
| Venceslao I de Legnica | 1365–1372 | Gobernó brevemente Mikołów mientras consolidaba su dominio en otras áreas silesianas.                     |
| Jan II el Bueno        | 1372–1424 | Gobernante de Mikołów junto con Racibórz; promovió la estabilidad en la región.                           |
| Mikołaj V de Racibórz  | 1424–1452 | Último duque Piasta de Mikołów; tras su muerte, el ducado fue absorbido por otros territorios silesianos. |

### Duques de Namysłów (Namslau)
| Nombre del Duque         | Reinado   | Notas                                                                                         |
| ------------------------ | --------- | --------------------------------------------------------------------------------------------- |
| Boleslao III el Generoso | 1312–1327 | Primer duque de Namysłów, separó el ducado de otros territorios silesianos.                   |
| Enrique VI el Bueno      | 1327–1335 | Gobernó Namysłów brevemente, pero cedió la región al Reino de Bohemia como vasallo.           |
| Juan de Bohemia          | 1335–1346 | Rey de Bohemia; consolidó Namysłów como parte de sus dominios y aseguró la soberanía bohemia. |
| Carlos IV de Luxemburgo  | 1346–1378 | Incorporó Namysłów formalmente a la Corona de Bohemia y fortaleció el control administrativo. |
| Wenceslao IV de Bohemia  | 1378–1419 | Gobernante de Bohemia y Namysłów; continuó la administración bajo la Corona bohemia.          |

### Duques de Niemcza (Nimptsch)
| Nombre del Duque      | Reinado   | Notas |
| --------------------- | --------- | --- |
| Boleslao I el Alto    | 1163–1201 | Primer duque en controlar Niemcza como parte de su dominio en Silesia; estableció la administración Piasta en la región. |
| Enrique I el Barbudo  | 1201–1238 | Gobernó Niemcza junto con Breslavia y otros territorios silesianos; promovió el desarrollo en la región.                 |
| Enrique II el Piadoso | 1238–1241 | Gobernante de Niemcza hasta su muerte en la batalla de Legnica contra los mongoles.                                      |
| Boleslao II el Calvo  | 1241–1278 | Controló Niemcza durante la reorganización del territorio tras la invasión mongola.                                      |
| Enrique III el Blanco | 1278–1301 | Mantuvo Niemcza junto con sus otros dominios en Silesia, consolidando el poder Piasta.                                   |
| Bolko I el Estricto   | 1301–1308 | Gobernó Niemcza junto con Jawor y Świdnica, asegurando la autonomía de su línea Piasta.                                  |
| Bolko II el Pequeño   | 1341–1368 | Último duque Piasta en gobernar Niemcza; su muerte llevó a la incorporación de Niemcza a la Corona de Bohemia.           |

### Duques de Niemodlin (Falkenberg)
| Nombre del Duque         | Reinado   | Notas |
| ------------------------ | --------- | --- |
| Bolko I de Opole         | 1313–1365 | Primer duque de Niemodlin tras la división del ducado de Opole; fundó el ducado y promovió el desarrollo económico.             |
| Boleslao II de Niemodlin | 1365–1368 | Gobernó Niemodlin junto con su hermano Ladislao; consolidó la administración en tiempos de paz.                                 |
| Ladislao de Opole        | 1368–1401 | Gobernó en co-regencia con Boleslao II y luego en solitario; mantuvo la paz en la región y fortaleció los vínculos con Bohemia. |
| Bernardo de Niemodlin    | 1401–1450 | Gobernó Niemodlin de manera estable y fortaleció la economía local, mejorando la infraestructura del ducado.                    |
| Mikolaj I de Niemodlin   | 1450–1476 | Último duque Piasta de Niemodlin; tras su muerte, el ducado fue integrado en los territorios de Opole.                          |

### Duques de Oława (Ohlau)
| Nombre del Duque            | Reinado   | Notas                                                                                             |
| --------------------------- | --------- | ------------------------------------------------------------------------------------------------- |
| Luis I de Brzeg             | 1358–1398 | Primer duque de Oława; estableció el ducado tras dividir los territorios de Brzeg.                |
| Enrique VIII el Gorrión     | 1398–1420 | Gobernó Oława junto con otros territorios; su administración mantuvo la estabilidad en la región. |
| Luis II de Brzeg            | 1420–1436 | Controló Oława durante un breve periodo y fortaleció sus relaciones con Bohemia.                  |
| Juan I de Brzeg             | 1436–1441 | Mantuvo Oława como parte de sus dominios en Brzeg; su reinado estuvo marcado por la paz.          |
| Enrique X de Brzeg          | 1441–1452 | Gobernó Oława en un periodo de conflictos menores y alianzas políticas.                           |
| Federico I de Legnica       | 1452–1488 | Duque de Oława y Legnica; promovió el desarrollo de infraestructura local.                        |
| Federico II de Legnica      | 1488–1547 | Gobernó durante la Reforma protestante; introdujo cambios religiosos en la región.                |
| Joaquín II de Brzeg y Oława | 1547–1586 | Gobernante de Oława; mantuvo la región en tiempos de paz relativa.                                |
| Juan Cristián de Brzeg      | 1586–1639 | Último duque Piasta de Oława; tras su muerte, el ducado fue absorbido por la Corona de Bohemia.   |

### Duques de Oleśnica (Oels)
| Nombre del Duque                 | Reinado   | Notas |
| -------------------------------- | --------- | --- |
| Conrado I de Oleśnica            | 1312–1366 | Primer duque de Oleśnica; estableció el ducado al dividir los territorios de Głogów.                     |
| Conrado II el Gris               | 1366–1403 | Hijo de Conrado I; mantuvo Oleśnica y fortaleció su autonomía y administración.                          |
| Conrado III el Viejo             | 1403–1412 | Gobernó Oleśnica y consolidó la administración ducal en tiempos de paz.                                  |
| Conrado IV el Joven              | 1412–1447 | Gobernó Oleśnica tras la muerte de su padre; se enfrentó a desafíos territoriales y fortaleció alianzas. |
| Conrado V Kantner                | 1447–1471 | Gobernante destacado por su administración eficaz; promovió el desarrollo económico de Oleśnica.         |
| Conrado VI el Decano             | 1471–1477 | Administró el ducado brevemente antes de su retiro eclesiástico; su mandato fue pacífico.                |
| Conrado VII el Blanco            | 1477–1492 | Gobernó en un periodo de inestabilidad, pero mantuvo el ducado bajo control Piasta.                      |
| Conrado VIII el Joven            | 1492–1498 | Último miembro Piasta en gobernar Oleśnica; tras su muerte, Oleśnica pasó a la administración bohemia.   |
| Carlos I de Münsterberg-Oleśnica | 1498–1536 | Primer miembro de la casa de Podiebrad en gobernar Oleśnica bajo la tutela de Bohemia.                   |
| Enrique II de Podiebrad          | 1536–1548 | Consolidó el dominio de su familia en Oleśnica; gobernó durante la Reforma protestante.                  |

### Duques de Opole (Oppeln)
| Nombre del Duque      | Reinado   | Notas                                                                                               |
| --------------------- | --------- | --------------------------------------------------------------------------------------------------- |
| Miecislao I de Opole  | 1201–1211 | Primer duque de Opole como entidad separada, dividió Silesia junto con sus hermanos.                |
| Casimiro I de Opole   | 1211–1230 | Hijo de Miecislao I; consolidó el ducado y fortaleció las alianzas matrimoniales.                   |
| Miecislao II el Gordo | 1230–1246 | Gobernó Opole, manteniendo la paz en la región y estableciendo una administración sólida.           |
| Vladislao de Opole    | 1246–1281 | Expansión territorial y crecimiento económico durante su mandato.                                   |
| Bolko I de Opole      | 1281–1313 | Dividió el ducado para crear los territorios de Niemodlin y Strzelce; promovió el desarrollo local. |
| Bolko II de Opole     | 1313–1356 | Gobernó en paz, manteniendo la autonomía y fortaleciendo la infraestructura en Opole.               |
| Bolko III de Opole    | 1356–1382 | Hijo de Bolko II; consolidó la relación con Bohemia y promovió la estabilidad en la región.         |
| Vladislao II de Opole | 1382–1401 | Gobernó junto a su hermano Bolko IV; fue co-regente en un periodo de transición.                    |
| Bolko IV de Opole     | 1382–1437 | Gobernante principal después de su hermano, fortaleció las relaciones con la Corona de Bohemia.     |
| Juan I de Opole       | 1437–1476 | Intentó mantener la independencia frente a la influencia de Bohemia; apoyó el desarrollo económico. |
| Nicolás I de Opole    | 1476–1497 | Gobernó junto a su hermano Jan II el Bueno, promoviendo la estabilidad en la región.                |
| Jan II el Bueno       | 1497–1532 | Último duque Piasta de Opole; su muerte marcó la integración del ducado en la Corona de Bohemia.    |

### Duques de Oświęcim (Auschwitz)
| Nombre del Duque         | Reinado   | Notas |
| ------------------------ | --------- | --- |
| Władysław de Opole       | 1315–1321 | Primer duque de Oświęcim; estableció el ducado como entidad separada tras dividir Opole.                 |
| Jan I de Oświęcim        | 1321–1372 | Hijo de Władysław; consolidó el ducado y fortaleció las relaciones diplomáticas con los ducados vecinos. |
| Jan II de Oświęcim       | 1372–1405 | Gobernó Oświęcim en un periodo de estabilidad y promovió el desarrollo comercial.                        |
| Przemysław I de Oświęcim | 1405–1406 | Gobernante breve; su administración se vio limitada por conflictos familiares.                           |
| Casimiro I de Oświęcim   | 1406–1433 | Duque en un periodo de paz relativa; fortaleció las alianzas con Polonia.                                |
| Wenceslao I de Oświęcim  | 1433–1456 | Último duque independiente de Oświęcim; vendió el ducado al Reino de Polonia en 1454.                    |
| Casimiro IV Jagellón     | 1456–1490 | Rey de Polonia; asumió el control de Oświęcim, integrándolo formalmente en la Corona polaca.             |

### Duques de Paczków (Patschkau)
| Nombre del Duque     | Reinado   | Notas |
| -------------------- | --------- | --- |
| Enrique IV el Justo  | 1290–1296 | Gobernó Paczków como parte de su dominio en Wrocław, promoviendo el desarrollo inicial de la región.                                |
| Bolko I de Ziębice   | 1296–1301 | Primer duque Piasta en administrar Paczków de manera semiautónoma; fortaleció el comercio local.                                    |
| Bolko II de Ziębice  | 1301–1341 | Mantuvo Paczków como parte de Ziębice; expandió la infraestructura y consolidó la economía.                                         |
| Mikołaj el Pequeño   | 1341–1358 | Gobernó Paczków en un periodo de paz; promovió relaciones con ducados vecinos.                                                      |
| Bolko III de Ziębice | 1358–1410 | Administró Paczków hasta su muerte; su mandato estuvo marcado por la estabilidad.                                                   |
| Enrique de Ziębice   | 1410–1420 | Último duque Piasta de Paczków; tras su fallecimiento, Paczków fue absorbido por el ducado de Nysa y pasó al control de la iglesia. |

### Duques de Prudnik (Neustadt)
| Nombre del Duque      | Reinado   | Notas |
| --------------------- | --------- | --- |
| Władysław de Opole    | 1251–1281 | Primer duque de Prudnik; separó el territorio como parte de sus dominios en Opole.                                  |
| Bolko I de Opole      | 1281–1313 | Hijo de Władysław; fortaleció la administración en Prudnik y fomentó el comercio local.                             |
| Bolko II de Opole     | 1313–1356 | Gobernó Prudnik en un periodo de paz y consolidó la autonomía de la región.                                         |
| Bolko III de Opole    | 1356–1382 | Mantuvo Prudnik como parte de Opole; fortaleció las relaciones con la Corona de Bohemia.                            |
| Vladislao II de Opole | 1382–1401 | Gobernó junto a Bolko IV y consolidó su dominio en Prudnik y otros territorios silesianos.                          |
| Bolko IV de Opole     | 1401–1437 | Mantuvo Prudnik como parte de sus dominios en Opole; enfrentó presiones políticas de Bohemia.                       |
| Juan I de Opole       | 1437–1476 | Último duque Piasta que controló Prudnik; su mandato terminó con la integración de Prudnik en territorios bohemios. |

### Duques de Pszczyna (Pleß)
| Nombre del Duque      | Reinado   | Notas |
| --------------------- | --------- | --- |
| Vladislao de Opole    | 1327–1351 | Primer duque de Pszczyna; estableció el ducado como una entidad autónoma dentro de la Alta Silesia.                        |
| Conrado I de Oleśnica | 1351–1366 | Gobernó Pszczyna temporalmente tras la reorganización de territorios Piastas; fortaleció la administración local.          |
| Conrado II el Gris    | 1366–1403 | Hijo de Conrado I; mantuvo Pszczyna dentro de sus dominios en Oleśnica.                                                    |
| Bolko IV de Opole     | 1403–1437 | Recuperó el control de Pszczyna y la gobernó junto con sus otros territorios en Opole.                                     |
| Juan I de Opole       | 1437–1460 | Gobernante de Pszczyna durante un periodo de relativa paz; promovió el comercio y las relaciones con la Corona de Bohemia. |
| Przemysław de Těšín   | 1460–1480 | Gobernó Pszczyna y otros territorios como parte de la Casa de Cieszyn; último Piasta en controlar el ducado.               |
| Familia Thurzó        | 1517–1572 | Compraron Pszczyna y transformaron el ducado en un importante centro minero y económico.                                   |

### Duques de Racibórz (Ratibor)
| Nombre del Duque       | Reinado   | Notas |
| ---------------------- | --------- | --- |
| Miecislao I de Opole   | 1172–1211 | Primer duque de Racibórz, estableció la administración en el ducado tras la división de Silesia.            |
| Casimiro I de Opole    | 1211–1230 | Hijo de Miecislao I; gobernó Racibórz y fortaleció las alianzas regionales.                                 |
| Miecislao II el Gordo  | 1230–1246 | Gobernó Racibórz tras la división de Opole; consolidó su administración.                                    |
| Vladislao de Opole     | 1246–1281 | Su gobierno estuvo marcado por la paz y la expansión económica en el ducado.                                |
| Przemysław de Racibórz | 1281–1306 | Dividió el territorio con su hermano, estableciendo una línea propia en Racibórz.                           |
| Leszek de Racibórz     | 1306–1336 | Gobernó en un periodo de relativa estabilidad, consolidando el poder local en la región.                    |
| Mikołaj II de Opava    | 1336–1365 | Gobernante de Racibórz a través de alianzas matrimoniales, estableciendo la influencia de la casa de Opava. |
| Jan I de Racibórz      | 1365–1380 | Duque de Racibórz y Opava; consolidó la administración y fortaleció relaciones con Bohemia.                 |
| Jan II el Bueno        | 1380–1424 | Gobernante notable que mantuvo la estabilidad en Racibórz; promovió el desarrollo cultural y económico.     |
| Mikołaj V de Racibórz  | 1424–1452 | Último Piasta en gobernar Racibórz; su muerte marcó la integración del ducado en dominios bohemios.         |

### Duques de Rybnik
| Nombre del Duque        | Reinado   | Notas                                                                                              |
| ----------------------- | --------- | -------------------------------------------------------------------------------------------------- |
| Przemysław de Racibórz  | 1281–1306 | Primer duque de Rybnik, separó el territorio del ducado de Racibórz.                               |
| Leszek de Racibórz      | 1306–1336 | Hijo de Przemysław; consolidó el control sobre Rybnik y fortaleció la administración local.        |
| Mikołaj II de Opava     | 1336–1365 | Adquirió Rybnik por alianzas familiares, manteniéndolo junto a sus territorios en Opava.           |
| Wenceslao I de Cieszyn  | 1365–1410 | Gobernó Rybnik temporalmente; su administración promovió el comercio y las relaciones con Silesia. |
| Boleslao I de Cieszyn   | 1410–1431 | Mantuvo el ducado de Rybnik dentro de los dominios de Cieszyn.                                     |
| Wenceslao II de Cieszyn | 1431–1474 | Su mandato consolidó la administración de Rybnik y fomentó el desarrollo económico.                |
| Casimiro II de Cieszyn  | 1474–1528 | Último Piasta en gobernar Rybnik; vendió el ducado, y este fue absorbido por el Reino de Bohemia.  |

### Duques de Siewierz (Sewerien)
| Nombre del Duque      | Reinado   | Notas |
| --------------------- | --------- | --- |
| Wladislao de Opole    | 1281–1284 | Primer duque de Siewierz; estableció el ducado tras dividir Opole.                                                                 |
| Bolko I de Opole      | 1284–1313 | Gobernó Siewierz junto a sus otros territorios en Opole; fortaleció la región.                                                     |
| Bolko II de Opole     | 1313–1356 | Mantuvo el ducado en un periodo de paz y consolidó sus relaciones con otros territorios silesianos.                                |
| Vladislao II de Opole | 1356–1401 | Su administración promovió el comercio y la estabilidad en Siewierz.                                                               |
| Bolko III de Opole    | 1401–1421 | Gobernó Siewierz durante un periodo de transición, manteniendo su independencia.                                                   |
| Casimiro I de Cieszyn | 1421–1443 | Último duque Piasta en gobernar Siewierz; en 1443 vendió el ducado al obispo de Cracovia, Zbigniew Oleśnicki.                      |
| Zbigniew Oleśnicki    | 1443–1455 | Obispo de Cracovia, quien adquirió Siewierz y convirtió el ducado en una propiedad eclesiástica bajo administración de la Iglesia. |

### Duques de Ścinawa (Steinau)
| Nombre del Duque      | Reinado          | Notas                                                                                                 |
| --------------------- | ---------------- | --- |
| Przemko de Ścinawa    | 1278–1284        | Primer duque independiente de Ścinawa; estableció el ducado tras la división de Głogów.               |
| Conrado II de Głogów  | 1284–1304        | Gobernó Ścinawa junto a Głogów, consolidando su control sobre ambos territorios.                      |
| Enrique III de Głogów | 1304–1309        | Gobernó temporalmente Ścinawa como parte de sus territorios en Głogów.                                |
| Juan de Ścinawa       | 1309–1361        | Gobernante destacado que mantuvo Ścinawa como su territorio principal, promoviendo la economía local. |
| Conrado I de Oleśnica | 1361–1377        | Duque de Ścinawa y Oleśnica; fortaleció la administración y relaciones con Bohemia.                   |
| Conrado II el Gris    | 1377–1403        | Mantuvo Ścinawa dentro de sus dominios; último Piasta en gobernar el ducado como entidad separada.    |
| Familia Habsburgo     | 1403 en adelante | Ścinawa fue integrado bajo el control de Bohemia y posteriormente de los Habsburgo.                   |

### Duques de Strzelce (Strzelce Opolskie. Strehlitz o Groß Strehlitz)
| Nombre del Duque      | Reinado   | Notas                                                                                                 |
| --------------------- | --------- | --- |
| Bolko I de Opole      | 1313–1365 | Primer duque de Strzelce; creó el ducado tras dividir el territorio de Opole.                         |
| Albert de Strzelce    | 1365–1375 | Hijo de Bolko I; consolidó su control en Strzelce y fortaleció relaciones con ducados vecinos.        |
| Bolko III de Strzelce | 1375–1382 | Gobernó brevemente Strzelce; su administración promovió la paz y la estabilidad en el territorio.     |
| Juan Kropidło         | 1382–1421 | Gobernante eclesiástico, también obispo de Gniezno; administró Strzelce bajo influencia eclesiástica. |
| Bernardo de Niemodlin | 1421–1450 | Gobernó Strzelce en conjunto con Niemodlin, manteniendo la estabilidad regional.                      |
| Nicolás I de Opole    | 1450–1476 | Último duque Piasta de Strzelce; unió finalmente Strzelce con el ducado de Opole.                     |

### Duques de Strzelin (Strehlen)
| Nombre del Duque          | Reinado   | Notas                                                                                                 |
| ------------------------- | --------- | --- |
| Bolko I de Świdnica-Jawor | 1278–1301 | Primer duque en gobernar Strzelin como parte de sus territorios.                                      |
| Bernardo de Świdnica      | 1301–1326 | Gobernó Strzelin junto con Świdnica; promovió la economía local y la infraestructura.                 |
| Bolko II de Ziębice       | 1326–1341 | Integró Strzelin en su ducado de Ziębice; consolidó el territorio.                                    |
| Enrique I de Jawor        | 1341–1346 | Gobernó Strzelin brevemente junto con Jawor.                                                          |
| Bolko II el Pequeño       | 1346–1368 | Último Piasta en gobernar Strzelin; su muerte marcó la absorción del ducado por la Corona de Bohemia. |

### Duques de Świebodzin (Schwiebus)
| Nombre del Duque        | Reinado   | Notas                                                                                                   |
| ----------------------- | --------- | --- |
| Enrique III de Głogów   | 1273–1309 | Primer duque en incluir Świebodzin como parte del ducado de Głogów.                                     |
| Enrique IV el Fiel      | 1309–1323 | Gobernó Świebodzin junto con Głogów; fortaleció la administración local.                                |
| Enrique V de Żagań      | 1323–1342 | Mantuvo Świebodzin como parte de sus territorios en Żagań; promovió el desarrollo regional.             |
| Enrique VI el Viejo     | 1342–1369 | Gobernó Świebodzin y Żagań, consolidando la paz en el área.                                             |
| Enrique VII Rumpold     | 1369–1395 | Gobernante de Świebodzin durante un periodo de crisis económica; intentó mantener la estabilidad.       |
| Enrique VIII el Gorrión | 1395–1397 | Gobernó brevemente antes de su muerte; su mandato estuvo marcado por estabilidad.                       |
| Jan I de Żagań          | 1397–1439 | Gobernó Świebodzin junto con Żagań, fortaleciendo la administración del ducado.                         |
| Baltasar de Żagań       | 1439–1461 | Último Piasta en gobernar Świebodzin; tras su muerte, el ducado fue absorbido por la Corona de Bohemia. |

### Duques de Świdnica (Schweidnitz)
| Nombre del Duque     | Reinado   | Notas |
| -------------------- | --------- | --- |
| Bolko I el Estricto  | 1291–1301 | Primer duque independiente de Świdnica; estableció el ducado tras la división de territorios silesianos.                                               |
| Bernardo de Świdnica | 1301–1326 | Hijo de Bolko I; fortaleció el ducado, promovió el comercio y la construcción de fortificaciones.                                                      |
| Bolko II el Pequeño  | 1326–1368 | Gobernante más destacado de Świdnica; mantuvo la independencia del ducado frente a la presión de Bohemia y Polonia.                                    |
| Ana de Świdnica      | 1368–1392 | Viuda del emperador Carlos IV de Luxemburgo; gobernó Świdnica como regente tras la muerte de Bolko II, antes de su absorción por la Corona de Bohemia. |

### Duques de Toszek (Tost)
| Nombre del Duque      | Reinado   | Notas                                                                                            |
| --------------------- | --------- | ------------------------------------------------------------------------------------------------ |
| Casimiro de Bytom     | 1312–1342 | Primer duque independiente de Toszek tras la división del ducado de Bytom.                       |
| Boleslao de Toszek    | 1342–1355 | Hijo de Casimiro de Bytom; consolidó su control en Toszek.                                       |
| Władysław de Oppeln   | 1355–1366 | Gobernó Toszek tras heredar el ducado; promovió el comercio en la región.                        |
| Bolko III de Strzelce | 1366–1382 | Gobernante temporal de Toszek, que lo incorporó a sus dominios de Strzelce.                      |
| Conrado II de Oels    | 1382–1403 | Mantuvo el ducado de Toszek en unión con sus otros territorios.                                  |
| Conrado III el Viejo  | 1403–1412 | Duque de Oels y Toszek; fortaleció la administración local.                                      |
| Conrado IV el Joven   | 1412–1450 | Gobernó Toszek y Oels en conjunto; promovió la estabilidad en la región.                         |
| Przemysław de Oels    | 1450–1476 | Último duque Piasta de Toszek; tras su muerte, el ducado fue absorbido por la Corona de Bohemia. |

### Duques de Wołów (Wohlau)
| Nombre del Duque      | Reinado   | Notas |
| --------------------- | --------- | --- |
| Enrique V de Hierro   | 1312–1342 | Primer duque en gobernar Wołów como entidad separada; consolidó su autonomía en Silesia.                                           |
| Enrique VI el Viejo   | 1342–1370 | Gobernó Wołów junto con Głogów y Żagań; fortaleció la economía local.                                                              |
| Enrique VII Rumpold   | 1370–1395 | Gobernante de Wołów durante un periodo de crisis económica; promovió la paz en la región.                                          |
| Enrique IX de Lubin   | 1395–1419 | Mantuvo el ducado de Wołów independiente y promovió alianzas con otros ducados silesianos.                                         |
| Enrique X Rumpold     | 1419–1423 | Gobernó Wołów brevemente, buscando mantener la estabilidad regional.                                                               |
| Ladislao de Wołów     | 1423–1450 | Gobernó Wołów hasta su muerte, promoviendo el desarrollo del ducado.                                                               |
| Federico I de Legnica | 1450–1488 | Integró Wołów dentro de sus dominios en Legnica; último Piasta en gobernar Wołów como entidad independiente antes de su absorción. |

### Duques de Żagań (Sagan)
| Nombre del Duque    | Reinado   | Notas |
| ------------------- | --------- | --- |
| Conrado I de Żagań  | 1274–1304 | Primer duque independiente de Żagań tras la división del ducado de Głogów.                                                         |
| Enrique IV el Fiel  | 1304–1342 | Gobernó Żagań junto con Głogów; consolidó el ducado y promovió el desarrollo económico.                                            |
| Enrique V de Żagań  | 1342–1369 | Hijo de Enrique IV; expandió el ducado y fortaleció sus fronteras.                                                                 |
| Enrique VI el Viejo | 1369–1393 | Gobernó Żagań durante un periodo de estabilidad; promovió alianzas estratégicas en la región.                                      |
| Enrique VII Rumpold | 1393–1420 | Gobernó Żagań tras la muerte de Enrique VI; se enfrentó a conflictos internos y mantuvo la paz en la región.                       |
| Enrique IX de Żagań | 1420–1461 | Gobernó durante una época de conflictos; mantuvo el control sobre Żagań en tiempos difíciles.                                      |
| Baltasar de Żagań   | 1461–1472 | Último duque Piasta en gobernar Żagań; vendió el ducado a la dinastía Wettin en 1472, marcando el fin de la línea Piasta en Żagań. |

### Duques de Żmigród (Trachenberg)
| Nombre del Duque        | Reinado   | Notas                                                                                                |
| ----------------------- | --------- | --- |
| Enrique III de Głogów   | 1273–1309 | Incorporó Żmigród dentro de sus dominios en Głogów.                                                  |
| Enrique IV el Fiel      | 1309–1323 | Gobernó Żmigród junto con Głogów; fortaleció la economía local.                                      |
| Enrique V de Żagań      | 1323–1342 | Mantuvo Żmigród como parte de sus dominios, promoviendo la paz en la región.                         |
| Enrique VI el Viejo     | 1342–1369 | Gobernó Żmigród junto con otras posesiones; consolidó el control en Silesia.                         |
| Enrique VII Rumpold     | 1369–1395 | Gobernante de Żmigród en tiempos de crisis económica; promovió la estabilidad.                       |
| Enrique VIII el Gorrión | 1395–1397 | Gobernó brevemente; su muerte causó disputas sucesorias.                                             |
| Jan I de Żagań          | 1397–1439 | Gobernó Żmigród junto con Żagań, fortaleciendo la administración local.                              |
| Baltasar de Żagań       | 1439–1461 | Último Piasta en gobernar Żmigród; tras su muerte, el ducado fue absorbido por la Corona de Bohemia. |

### Duques de Żory (Sohrau)
| Nombre del Duque   | Reinado   | Notas |
| ------------------ | --------- | --- |
| Władysław de Opole | 1327–1336 | Primer duque de Żory; estableció el ducado como entidad independiente tras la división de Opole.                                         |
| Bolko II de Opole  | 1336–1356 | Hijo de Władysław; consolidó el control en Żory y fortaleció la administración local.                                                    |
| Bolko III de Opole | 1356–1382 | Gobernó Żory como parte de sus territorios de Opole; promovió el comercio en la región.                                                  |
| Enrique de Żory    | 1382–1396 | Gobernó Żory de manera independiente; su mandato estuvo marcado por la estabilidad.                                                      |
| Jano I de Żagań    | 1396–1439 | Gobernó Żory junto con Żagań tras heredar el territorio; último Piasta en gobernar Żory antes de su integración en la Corona de Bohemia. |

### Duques de Zator
| Nombre del Duque     | Reinado   | Notas                                                                                                  |
| -------------------- | --------- | --- |
| Wenceslao I de Zator | 1445–1468 | Primer duque de Zator tras la división del ducado de Oświęcim; fundó el ducado independiente de Zator. |
| Wladislao de Zator   | 1468–1482 | Gobernó Zator junto a sus hermanos tras la muerte de Wenceslao I; administraron el ducado en conjunto. |
| Casimiro II de Zator | 1482–1490 | Gobernante de Zator tras la partición con sus hermanos; consolidó su autoridad en el territorio.       |
| Juan V de Zator      | 1490–1513 | Último duque Piasta de Zator; tras su muerte, el ducado fue comprado por la Corona de Polonia en 1513. |

### Duques de Ziębice (Münsterberg)
| Nombre del Duque     | Reinado   | Notas |
| -------------------- | --------- | --- |
| Bolko I el Estricto  | 1290–1301 | Fundador del ducado de Ziębice tras la división de los territorios de Świdnica-Jawor.                         |
| Bolko II de Ziębice  | 1301–1341 | Hijo de Bolko I; consolidó el ducado y fortaleció su economía.                                                |
| Nicolás el Pequeño   | 1341–1358 | Gobernó en un período de paz; promovió la infraestructura en el ducado.                                       |
| Bolko III de Ziębice | 1358–1410 | Gobernó durante el fortalecimiento de la influencia de Bohemia; mantuvo la independencia parcial.             |
| Enrique I de Ziębice | 1410–1420 | Hijo de Bolko III; enfrentó conflictos con Bohemia que debilitaron el ducado.                                 |
| Jorge de Ziębice     | 1420–1442 | Último duque Piasta de Ziębice; tras su muerte, el ducado fue absorbido formalmente por la Corona de Bohemia. |